# Europaspiele 2019/Teilnehmer (Österreich)
| Gelbes Symbol für Goldmedaillen mit stilisierten Olympischen Ringen | Graues Symbol für Silbermedaillen mit stilisierten Olympischen Ringen | Braundes Symbol für Bronzemedaillen mit stilisierten Olympischen Ringen |
| ------------------------------------------------------------------- | --------------------------------------------------------------------- | ----------------------------------------------------------------------- |
| 1                                                                   | 2                                                                     | 4                                                                       |

Österreich nahm in Minsk an den Europaspielen 2019 von 21. bis 30. Juni 2019 teil.

## Geschichte
Vom Österreichischen Olympischen Comité (ÖOC) wurden am 20. Mai 2019 57 Athleten, davon 22 Damen und 35 Herren, in zwölf Sportarten nominiert. Fünfzehn der Teilnehmer hatten bereits an Olympischen Spielen teilgenommen. Ursprünglich vorgesehen war auch der Judoka Christopher Wagner, der verletzungsbedingt nicht teilnehmen konnte. Judoka Katharina Tanzer erhielt einen Quotenplatz in der Kategorie bis 48 kg.
Die Medaillengewinner von 2015 Bettina Plank (Karate/Silber), Bernadette Graf (Judo/Bronze), Olivia Hofmann (Schießen/Bronze) und das Tischtennis-Herren-Team (Stefan Fegerl, Robert Gardos und Daniel Habesohn/Bronze) nahmen erneut teil. Jüngster aktiver Teilnehmer war der Bahn-Radspezialist Valentin Götzinger (* 2000), älteste Teilnehmer waren Pistolenschütze Thomas Havlicek und Tischtennisspieler Robert Gardos (beide Jahrgang 1979).
Die offizielle Einkleidung fand am 6. Juni 2019 statt.
Als Fahnenträgerin der Eröffnungsfeier wurde die Judoka Bernadette Graf ausgewählt.
Für die Olympischen Sommerspiele 2020 wurde kein Quotenplatz errungen.

## Medaillen

### Medaillenspiegel
| Rang   | Sportart | Gold | Silber | Bronze | Gesamt |
| ------ | -------- | ---- | ------ | ------ | ------ |
| 1      | Karate   | 1    | 0      | 0      | 1      |
| 2      | Radsport | 0    | 1      | 2      | 3      |
| 3      | Schießen | 0    | 1      | 0      | 1      |
| 4      | Judo     | 0    | 0      | 2      | 2      |
| Gesamt | Gesamt   | 1    | 2      | 4      | 7      |

### Medaillengewinner
| Name/n | Sportart | Wettkampf                                          |
| --- | -------- | -------------------------------------------------- |
| Gold |          |                                                    |
| Bettina Plank | Karate   | Kumite bis 50 kg                                   |
| Silber |          |                                                    |
| Franziska Peer Bernhard Pickl | Schießen | 50 m Kleinkalibergewehr Dreistellungskampf (Mixed) |
| Verena Eberhardt | Radsport | Bahn-Punktefahren                                  |
| Bronze |          |                                                    |
| Daniel Auer | Radsport | Straßenrennen                                      |
| Stephan Hegyi | Judo     | Schwergewicht (über 100 kg)                        |
| Stephan Hegyi Sabrina Filzmoser Bernadette Graf Michaela Polleres Lukas Reiter Marko Bubanja Katharina Tanzer Magdalena Krssakova | Judo     | Mannschaft (Mixed)                                 |
| Andreas Graf Andreas Müller | Radsport | Bahn-Madison                                       |

## Badminton
- Philip Birker
- Dominik Stipsits
- Luka Wraber

## Bogenschießen
- Andreas Gstöttner
- Elisabeth Straka

## Boxen
- Edin Avdic
- Umar Dzambekov
- Ahmed Hagag
- Marcel Rumpler
- Ahmet Simsek

## Judo
- Daniel Allerstorfer
- Shamil Borchashvili
- Marko Bubanja
- Aaron Fara
- Sabrina Filzmoser
- Bernadette Graf (Fahnenträgerin bei der Eröffnungsfeier[5])
- Stephan Hegyi
- Magdalena Krssakova
- Michaela Polleres
- Lukas Reiter
- Katharina Tanzer (Quotenplatz[3])
- Kathrin Unterwurzacher
- Christopher Wagner (nominiert, aber verletzungsbedingt ausgefallen[2])

## Kanu Sprint
- Ana Roxana Lehaci
- Viktoria Schwarz

## Karate
- Bettina Plank
- Stefan Pokorny

## Radsport

### Straße
- Daniel Auer
- Florian Gamper
- Mario Gamper
- Sarah Anna Rijkes
- Kathrin Schweinberger

### Bahn
- Verena Eberhardt
- Valentin Götzinger
- Andreas Graf
- Stefan Matzner
- Andreas Müller

## Ringen
- Christoph Burger
- Daniel Gastl
- Martina Kuenz
- Johannes Ludescher
- Simon Marchl
- Florine Maria Schedler

## Schießen
- Thomas Havlicek
- Olivia Helga Hofmann
- Franziska Peer
- Bernhard Pickl
- Alexander Schmirl
- Sylvia Steiner
- Martin Strempfl

## Tischtennis
- Stefan Fegerl
- Robert Gardos
- Daniel Habesohn
- Liu Jia
- Sofia Polcanova
- Amelie Solja

## Turnen

### Kunstturnen
- Bianca Frysak

### Rhythmische Sportgymnastik
- Nicol Ruprecht